# Дьяков, Василий Николаевич
Василий Николаевич Дьяков (род. 21 июня 1935, Чистовский сельсовет, Челябинская область) — советский и российский художник, скульптор, график, поэт. Член Союза художников России (1982).

## Биография
Василий Николаевич Дьяков родился 21 июня 1935 года в деревне Тихоновке Чистовского сельсовета Щучанского района Челябинской области. Решением Курганского облисполкома № 106 от 23 марта 1964 года деревня Тихоновка, посёлок Подсобного хозяйства и посёлок Курорт «Озеро Горькое» объединены в посёлок Курорт «Озеро Горькое». Ныне посёлок Курорт Озеро входит в Щучанский муниципальный округ Курганской области. Мать происходила из крестьян-староверов.
Спасаясь от раскулачивания в 1938 году, семья перебралась сначала в город Карабаш Челябинской области, где отец устроился на золотые прииски; но вскоре переехали в посёлок Тургояк; а потом в город Чебаркуль той же области. Мать, Татьяна Григорьевна, занималась подёнными работами; отец, Николай Филиппович, работал столяром-краснодеревщиком. Отца мобилизовали в первые дни войны, в 1944 году он «пал смертью храбрых за освобождение Нарвы». После войны семья вернулась в Тихоновку, где Василий окончил 1-й класс школы. 
В 1946 году семья вернулась в Чебаркуль. В школьные годы занимался в кружке рисования у Якова Дмитриевича Мохирева. В 1953 году окончил 7 классов, ездил в Пензу, но из-за болезни пропустил вступительные экзамены в художественное училище и вернулся в Чебаркуль.
В 1954—1959 годах обучался на живописно-педагогическом отделении Пензенского художественного училища имени К. А. Савицкого. Композицию его курсу преподавал Илларион Александрович Каштанов, живопись — Василий Иванович Худяков, рисунок — Георгий Панков.
В 1965−1968 годах вёл кружок рисования в Чебаркульской средней школе № 10, в которой раньше сам учился, а потом работал в ней же учителем рисования и черчения. Подрабатывал художником-оформителем в городской художественной мастерской.
С 1965 года участвует в коллективных областных, региональных и зональных художественных выставках.
В 1968 году создал студию изобразительного искусства при клубе им. А. М. Горького Чебаркульского металлургического завода, которой руководил 24 года. Коллектив студии неоднократно награждался дипломами I и II степени за участие в областных художественных выставках детского творчества. В 1973 году
студии было присвоено звание «Народного коллектива» за «эстетическое воспитание молодѐжи и пропаганду изобразительного искусства». Многие ученики Василия Дьякова стали профессиональными художниками. В 1968—1983 годах был членом Чебаркульского городского художественного совета по наглядной агитации.
В 1982 году принят в члены Союза художников СССР, после распада СССР стал членом Союза художников России.
В 1986 году в Челябинске состоялась первая персональная выставка художника, которую обком партии попытался запретить. Когда при поддержке искусствоведов и коллег по цеху она все же открылась, городские власти запретили её рекламу, и намеренно задержали выпуск каталогов.
С 2013 года художник живет и работает в Санкт-Петербурге.

## Творчество
В 1957 году на выставке искусства социалистических стран в московском Манеже Дьяков впервые столкнулся с абстрактными работами польских художников и румына Корнелиу Баба. Встреча с незнакомым искусством оказала влияние на все его дальнейшее творчество.
Вернувшись после училища в Чебаркуль, познакомился с магнитогорским художником-формалистом Виктором Николаевичем Антоновым, вместе с которым изучал новые течения западного модернизма. Как вспоминал Дьяков: «Было понятно, что государство не одобряло такое искусство, но атмосфера была уже другая, новое уже подкатывало, и мы неслись на этих волнах».
В начале 1960-х познакомился с челябинским скульптором Виктором Петровичем Бокаревым, последователем Эрнста Иосифовича Неизвестного. Встреча послужила толчком начала работы Дьякова в скульптуре. Он вырубил из природного уральского гранита серию нео-примитивистких работ, ставших одним из пиков его творчества.
Оставив из-за проблем со здоровьем скульптуру, Дьяков переключился на графические техники — пастель, акварель, карандаш и создал во второй половине 1960-х ряд новаторских абстрактных работ «Мужской портрет» (1964), «Акробатка» (1965), «Женская фигура» (1965), «Скрипач» (1965). В этот же период он пробует новые материалы — его известная работа «Знакомая девушка» (1968) написана на грубой доске. Стиль Дьяковских работ резко противоречит господствующему соцреализму и на многие годы определяет его «отшельническую» творческую судьбу. Практически всю свою жизнь он прожил на берегу озера Чебаркуль и сравнивал себя с камнем, «омываемым жизнью и наблюдающим за ее течением».
В 1970-е годы он создал серию уральских пейзажей, лаконичных по цвету и композиции.
В 1980-е годы его излюбленными мотивами стали деревенский пейзаж, интерьер с фигурами людей («Осенние работы», «Последние дни осени» из серии «Осень в деревне». «В сумерках» из серии «Поэма о лошади», «Кувшин», «Путник» из серии «Андрей Рублев»).
В 1990-е годы, когда поколение шестидесятников испытало еще один шок смены власти, художник почти два года искал себя. До этого привыкший работать ежедневно, они почти два года не брал в руки кисть. Со второй половины 1990-х Дьяков обратился к религиозным мотивам, используя в графике известные христианские сюжеты («Женщины и рыбы. Трапеза», «За столом», «Ловля рыбы», серия «Золотые женщины», «Реквием»).
В 2000-е годы степень обобщения форм видимой реальности в произведениях В. Дьякова достигает предельных границ и выводит художника в беспредметные композиции — появляются циклы: «Абстракции», «Форма», «Серое на сером и немного черного», «Пространство и плоскость».

## Признание
Работы Василия Дьякова находятся в:
- Музее-квартире А. С. Пушкина, Литературно-мемориальном музее Ф. М. Достоевского (Санкт-Петербург);
- Челябинском государственном музее изобразительных искусств;
- Новосибирской картинной галерее;
- Екатеринбургском музее изобразительных искусств;
- Нижнетагильском государственном музее изобразительных искусств;
- Ирбитском государственном музее изобразительных искусств;
- Самарском областном художественном музее;
- Курганском областном художественном музее им. Г. А. Травникова;
- Художественных собраниях Южно-Уральского государственного университета и Челябинского института культуры.

## Выставки
За последнее десятилетие прошли несколько знаковых персональных выставок Василия Дьякова.
2015 год — персональная выставка «И душа с душою говорит» в Курганском областном художественном музее, приуроченная к 80-летию мастера. После нее Дьяков подарил больше 200 листов акварельных и пастельных рисунков в разных техниках.
2017 год — персональная выставка «Равновесие» в Музее искусства Санкт-Петербурга XX—XXI веков — это была первая выставка художника в городе на Неве. В экспозицию вошли более пятидесяти произведений живописи, графики и скульптуры, созданных в период с 1965 по 2017 год.
2018 год — выставка «Камень у воды» в зале Культурно-выставочного центра Русского музея в Мурманске. На ней были представлены картины, написанные в XXI веке.
2020 год — выставка «Ностальгия по пейзажу» в Курганском областном художественном музее. На ней зрители могли познакомиться со знаковыми работами, близкими по духу и стилистике древнерусскому искусству, которые мастер создал в 1980—2000-х годах.

## Поэзия
С начала 1960-х Василий Дьяков постоянно пробует себя в поэтическом жанре. У него вышли 2 сборника стихов.
- Дьяков В.Н. С высоты синевы. — Челябинск: Околица, 1995. — 69 с. — 5000 экз. — ISBN 5-87527-023-3.[10]
- Дьяков В.Н. Камень у воды. — Челябинск, 1997. — 255 с. — 3000 экз. — ISBN 5-7135-0113-2.[11]

## Награды и звания, премии
- Лауреат международной премии «Филантроп», 2000 год

## Семья
- Отец, Николай Филиппович Дьяков (19 декабря 1905 — 13 февраля 1944), работал столяром-краснодеревщиком. погиб на фронте.
- Мать, Татьяна Григорьевна Антонова (25 января 1908 — ?)
  - Сестра Анна (1927—?)
  - Сестра Тамара (1940—?)
- Сын Иван (род. 1971), работает в технике горячей эмали; член Союза художников России (с 2000); член международной ассоциации эмальеров «Creativ-Kreis International» (с 2008). Его жена Анна Кирилловна Векслер, член Союза художников России, кандидат педагогических наук[12].